# ماتي (بيمنتة)
ماتي هي بلدية في مدينة تورينو الحضرية، في منطقة بيمنتة الإيطالية، وتقع على بعد حوالي 45 كيلومتر غرب مدينة تورينو.
تقع ماتي على حدود البلديات التالية: بوسولينو، وسوسا، وميانا دي سوزا، ورور، وفينيستريل .